# Anthony Holland (Schauspieler)
Anthony Holland (* 3. März 1928 in New York City; † 9. Juli 1988 ebenda) war ein US-amerikanischer Schauspieler.

## Leben
Holland studierte an der University of Chicago, wo er unter anderem bei Lee Strasberg in den 1960ern lernte. Er gehörte zur Theatergruppe The Second City. Holland war als Theater- und Filmschauspieler in den Vereinigten Staaten in sehr unterschiedlichen Rollen tätig. 1987 spielte er in Martha Clarkes Adaptation mehrerer Geschichten Franz Kafkas in dem Theaterstück The Hunger Artist.
Ab Mitte der 1960er-Jahre trat Holland regelmäßig in Film- und Fernsehproduktionen auf, wobei er sich meist mit Nebenrollen begnügen musste. 1973 war er in der Musicalcomedy Break Up auf dem Fernsehsender ABC mit den Schauspielern Bernadette Peters und Carl Ballantine zu sehen. Im Fernsehen erschien er unter anderen in verschiedenen Folgen der Fernsehserien Columbo, The Mary Tyler Moore Show, M*A*S*H und Polizeirevier Hill Street. Zuletzt war er 1988 in je einer Folge von Cagney & Lacey und Miami Vice zu sehen. Sein Schaffen umfasst 65 Produktionen.
Nachdem die damals meistens schnell tödlich verlaufende Erkrankung AIDS bei ihm diagnostiziert worden war, verübte Holland 1988 im Alter von 60 Jahren Suizid.

## Filmographie (Auswahl)
- 1964: Dr. Kildare (Fernsehserie, Folge 3x21)
- 1964: Goldstein
- 1967: Fearless Frank
- 1968: Bye Bye Braverman
- 1969: Pokerspiel für Zwei (Where It’s At)
- 1969: Asphalt-Cowboy (Midnight Cowboy)
- 1969: Leben um jeden Preis (Popi)
- 1970: Nie wieder New York (The Out-of-Towners)
- 1970: Liebhaber und andere Fremde (Lovers and Other Strangers)
- 1971: Der Anderson-Clan (The Anderson Tapes)
- 1971: Klute
- 1972: The Line – Tausend Meilen bis zur Hölle (The Line)
- 1972: Hammersmith ist raus (Hammersmith Is Out)
- 1973: M*A*S*H (Fernsehserie, Folge 2x01 Zerstritten stehen wir zusammen)
- 1975: Mary Tyler Moore (The Mary Tyler Moore Show, Fernsehserie, Folge 5x16)
- 1975: Ins Herz des wilden Westens (Hearts of the West)
- 1975: Abenteurer auf der Lucky Lady (Lucky Lady)
- 1976: Die Frau des Jahres (Woman of the Year, Fernsehfilm)
- 1976: Columbo (Fernsehserie, Folge 6x02 Bei Einbruch Mord)
- 1977: Hexensabbat (The Sentinel)
- 1978: Hausbesuche (House Calls)
- 1978: Rush It
- 1978: König der Zigeuner (King of the Gypsies)
- 1979: Hinter dem Rampenlicht (All That Jazz)
- 1980: Tracy trifft den lieben Gott (Oh, God! Book II)
- 1982: Der Sturm (Eine überraschende Komödie) (Tempest)
- 1983: Herzbube mit zwei Damen (Three’s Company, Fernsehserie, Folge 7x20)
- 1983: Karriere durch alle Betten (The Lonely Lady)
- 1983: Der Hitchhiker (The Hitchhiker, Fernsehserie, Folge 1x01)
- 1984: Karussell der Puppen (Paper Dolls, Fernsehserie, Folge 1x01)
- 1984: Harrys wundersames Strafgericht (Night Court, Fernsehserie, Folge 2x05)
- 1984/1988: Cagney & Lacey (Fernsehserie, 2 Folgen)
- 1986: Polizeirevier Hill Street (Hill Street Blues, Fernsehserie, Folge 6x13)
- 1986: Simon & Simon (Fernsehserie, Folge 5x16 Pizza mit Bombe)
- 1986: Drei Millionäre und eine Leiche (Triplecross, Fernsehfilm)
- 1986: Wise Guys – Zwei Superpflaumen in der Unterwelt (Wise Guys)
- 1986: Seine letzte Chance (The Christmas Star)
- 1988: Miami Vice (Fernsehserie, Folge 4x13)